# Гейгер, Лазарь
Ла́зарь Ге́йгер (нем. Lazarus Geiger; 21 мая 1829, Франкфурт-на-Майне — 29 августа 1870, Франкфурт-на-Майне, Гессен-Нассау) — немецкий филолог-лингвист и философ

.

## Биография
Лазарь Гейгер родился в 1829 году во Франкфурте в еврейской семье. Его дядя — Авраам Гейгер — был одним из лидеров еврейского реформационного движения XIX века. С юного возраста изучал иврит под руководством своего отца, еврейского учёного Соломона Михаэля Гейгера (нем. Salomon Michael Geiger). Отец считал, что Лазарю стоит быть торговцем, и отдал сына на обучение к одному майнцскому книгопродавцу. Спустя несколько лет Лазарь Гейгер вернулся в родной город и поступил в гимназию. Закончив гимназический курс, занимался классической филологией в Марбургском, Гейдельбергском и Боннском университетах.
В 1851 году окончательно вернулся во Франкфурт, занимался научной деятельностью. С 1861 года работал учителем в еврейской школе Филантропин (Philantropin), преподавал немецкий язык, математику, географию и иврит.
Скончался от болезни сердца во Франкфурте-на-Майне в 1870 году в возрасте 41 года.
Племянник — философ-феноменолог Мориц Гейгер.

## Научная работа
Поселившись во Франкфурте, Лазарь Гейгер углубился в изучение лингвистики. С 1852 года он вёл работу над своим трудом «Ursprung und Entwickelung der Menschlichen Sprache und Vernunft». Первая работа Лазаря Гейгера, опубликованная в 1865 году, озаглавлена «Ueber Umpfang und Quelle der erfahrungsfreien Erkenntniss».
Доклад Лазаря Гейгера «Ueber den Farbensinn der Urzeit und seine Entwicklung», прочитанный на конференции в Франкфурте-на-Майне в сентябре 1867 года, считается началом нового направления в языкознании, «лингвистической археологии». В 1871 году этот доклад был издан на немецком языке.
В своих работах Гейгер развивал идеи Уильяма Гладстона о том, что цветовосприятие людей изменялось со временем. В отличие от Гладстона Гейгера исследовал не только поэмы Гомера, но и многие другие тексты, в частности древнеиндийские ведические поэмы и Ветхий Завет. Он обратил внимание, что во многих древних текстах отсутствуют упоминания о синем цвете. Так, в «Ursprung und Entwicklung der menschliehen Sprache und Vernunft» (1868—1872) Гейгер отмечает, что ни в Ведах, тысячи строк которых посвящёны событиям на небесах, ни в Библии, где небо упоминается 430 раз, ни разу описание небес не было снабжено цветовым эпитетом. Продолжив исследования, Гейгер обнаружил, что в более старых источниках, например в Ригведе нет в том числе и упоминаний зелёного цвета. В ещё более древней литературе нет жёлтого, а в самой древней — красного.
На основе проведённого анализа Лазарь Гейгер развил гипотезу Гладстона, придав ей эволюционный характер. По его предположению, развитие человеческого разума может быть прослежено через историю языка, и универсальным законом является порядок появления в языках слов для обозначения цветов в порядке спектра. Впоследствии схожую теорию развивали Пол Кей и Брент Берлин в своей работе «Basic Color Terms: Their Universality and Evolution», опубликованной в 1969 году.
Исследования Гейгера примечательны тем, что автор раньше Чарльза Дарвина пришёл к признанию процесса эволюции и применил эволюционную теорию к области мышления и языка. По Гейгеру в основе языка лежат довольно мало значащие восклицания, близкие к междометиям (сам автор именует их «Sprachschrei»). Согласно рассуждениям учёного, язык является источником мыслительной деятельности человека, из него развился разум, причём Гейгер отводит определяющую роль в этом развитии не слуху, а зрению. По мнению учёного, лишь когда люди стали привыкать к словам и их восприимчивость значительно повысилась, они заметили, что усилилась и их способность к различению предметов.
Читанные в разное время Лазарем Гейгером публичные лекции были опубликованы его братом, Альфредом Гейгером, в 1871 году под заголовком «Zur Eutwickelungsgeschichte der Menschheit». В этих лекциях автор в том числе выдвинул гипотезу североцентральноевропейского происхождения индоевропейских языков.

## Религиозные взгляды
Хотя Лазарь Гейгер родился в семье реформаторов и приходился племянником Аврааму Гейгеру, он выступал против реформ в религиозной сфере и неоднократно выступал с резкой критикой по адресу представителей рационалистического направления. Когда старинная синагога во Франкфурте была заменена современной с органом, Гейгер издал брошюру «Terzinen beim Fall der Synagoge zu Frankfurt am Main», в которой негативно высказался о свершившихся изменениях.